# Khan-Jahan-Ali-Brücke
Die Khan-Jahan-Ali-Brücke (bengalisch খান জাহান আলী সেতু) ist eine Straßenbrücke über den Fluss Rupsa südlich von Khulna in Bangladesch. Sie ist nach Khan Jahan Ali benannt. Die Brücke ist auch als Rupsa-Brücke bekannt.

## Beschreibung
Die Brücke liegt 4,8 km von der Stadt Khulna entfernt, wo sie den Khulna City Bypass (N709) über den rund 450 m breiten Rupsa führt. Sie wird auch „Tor von Khulna“ genannt, weil sie die Stadt und ihre weitere Umgebung mit Mongla, dem zweitgrößten Seehafen von Bangladesch, verbindet. Ihre Benutzung ist mautpflichtig.
Die insgesamt 1360 m lange Brücke hat zwei Fahrspuren, beidseits durch Betongleitwände abgetrennte Radwege und erhöhte Gehwege. Sie besteht aus einer 640 m langen und 16,5 m breiten gevouteten Spannbeton-Hohlkastenbrücke mit sieben Öffnungen sowie den beiden je 360 m langen Rampenbrücken. Ihre Strompfeiler werden durch große Schiffsabweiser geschützt. Der Bau erfolgte mittels Pfahlgründung. Insgesamt wurden 60 Stahlpfeiler von jeweils 2,5 m Durchmesser und 60 m Länge verbaut.

## Kosten und Baufinanzierung
Die Gesamtkosten des Brückenbauprojekts beliefen sich auf 7,24 Milliarden Taka (121 Millionen US$), wovon 4,21 Mrd. Taka (70,2 Mio. US$) auf den Brückenbau entfielen. Die restlichen Kosten entstanden durch den Bau der Umgehungsstraße (1,00 Mrd. Taka, 16,7 Mio. US$), Beratungs- und administrative Kosten (0,39 Mrd. Taka, 6,5 Mio. US$) und anderes (0,16 Mrd. Taka, 27,4 Mio. US$). Etwa 44,25 Mio. US$ wurden durch die bangladeschische Regierung und der Rest durch Darlehen und Entwicklungshilfe Japans aufgebracht.

## Geschichte
Mit dem Bau der Brücke wurde am 30. Mai 2001 begonnen.
Während des Baus versuchte die maoistische Purbo Banglar Communist Party die Arbeiten zu stören und Schutzgelder zu erpressen, indem sie gezielt Angestellte und Offizielle attackierte. Der Baufortschritt wurde dadurch verzögert und es mussten eigene Polizeieinheiten zum Schutz der Baubeteiligten bereitgestellt werden.
Die Brücke wurde am 21. Mai 2005 durch die damalige Premierministerin Khaleda Zia eröffnet. Zum Zeitpunkt ihrer Eröffnung war sie die drittlängste Straßenbrücke in Bangladesch.